# 王君健
王君健（1931年—），男，湖北麻城人，中国生物力学家，曾任华中工学院教授，中国生物医学工程学会副理事长。